# جائزة فلم فير لأفضل ممثلة - تامل
تمنح جائزة فيلم فير لأفضل ممثلةمن قبل مجلة فيلم فير كجزء من حفل توزيع جوائز فيلم فير السنوي لأفلام التأميل وامتدت الجوائز إلى "أفضل ممثلة" عام  تشير السنة إلى سنة إصدار الفيلم.